# Marioepol

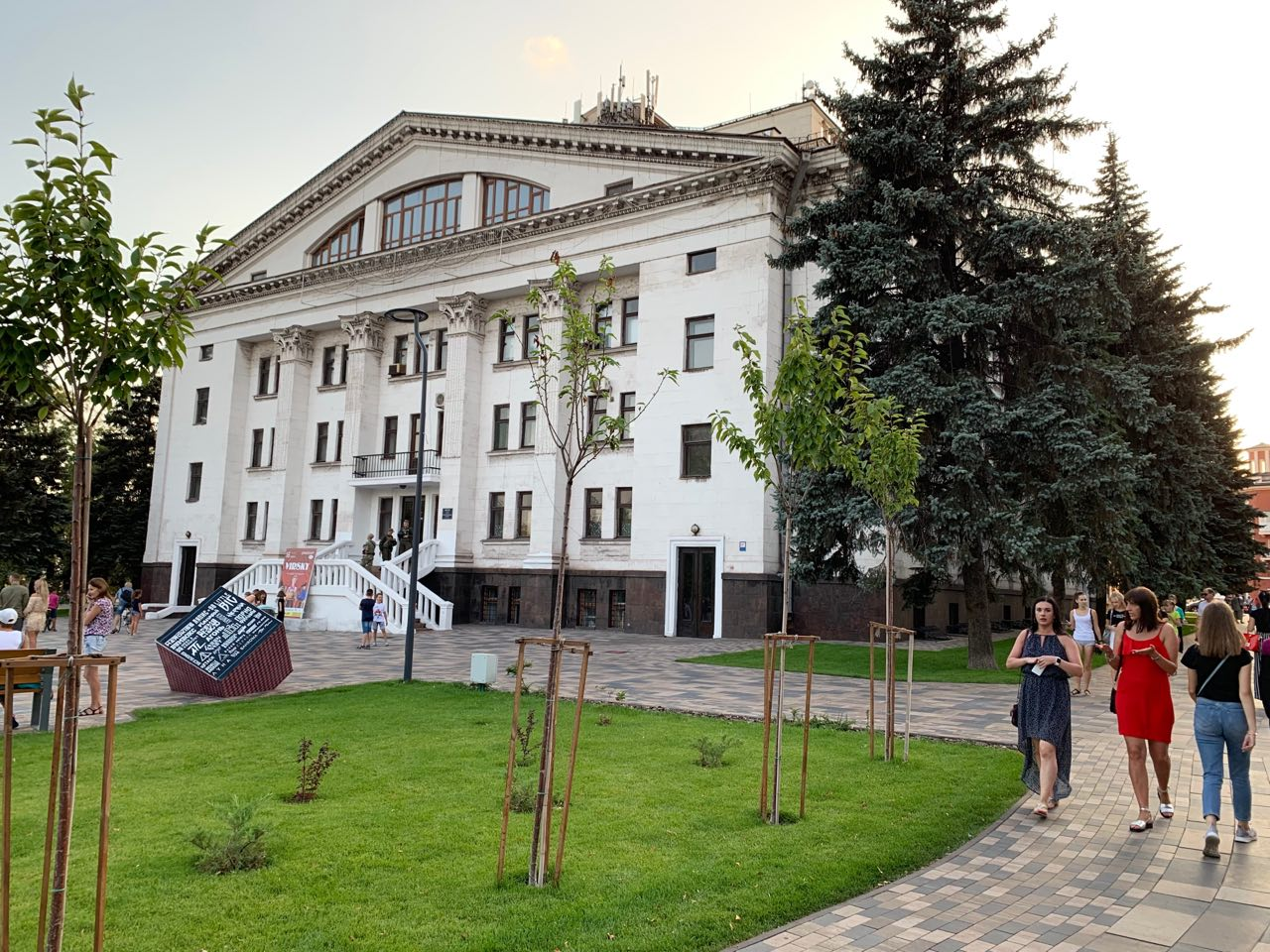
Het theater

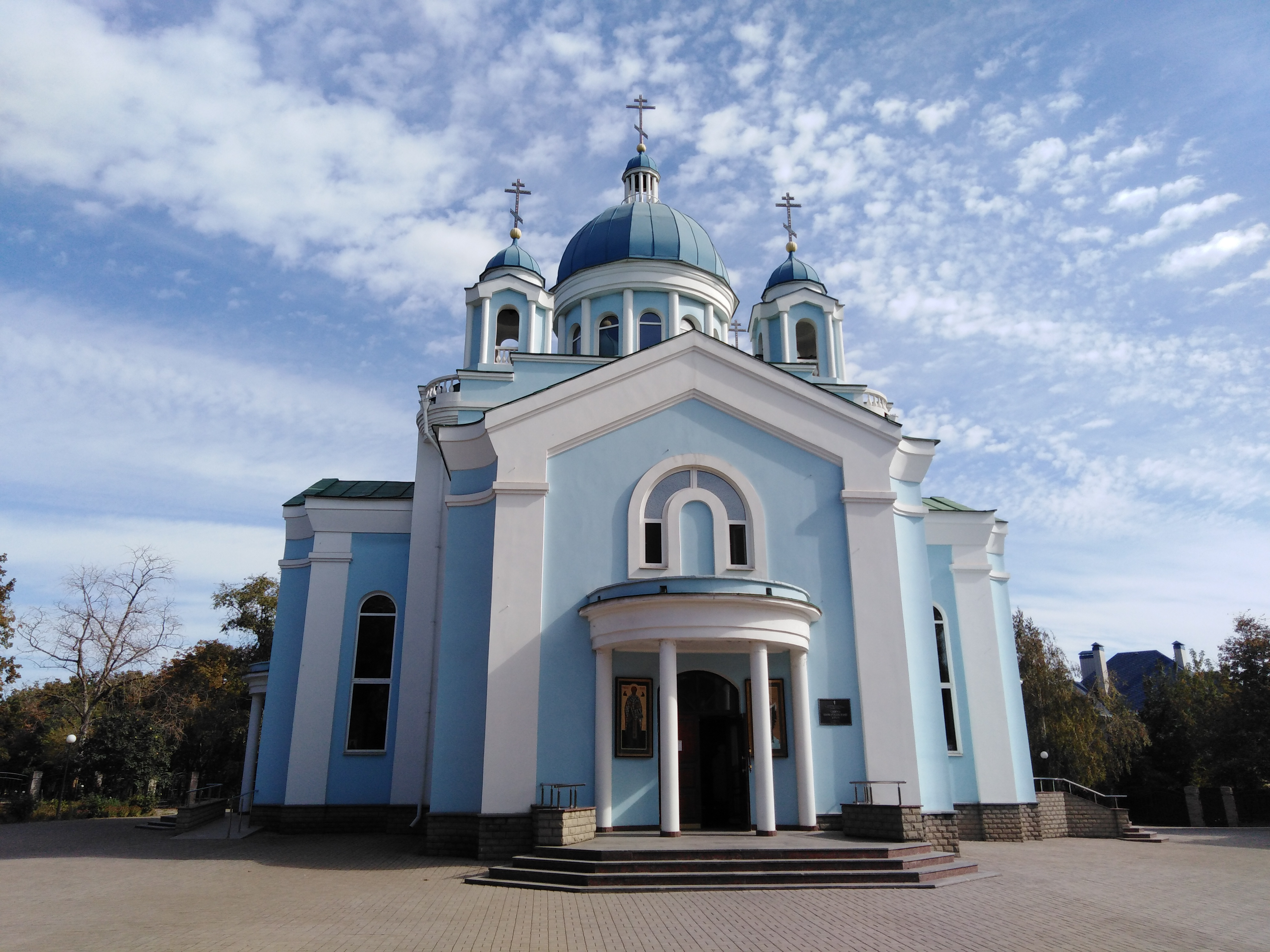
De Orthodoxe Kerk van Marioepol

Marioepol (Oekraïens: Маріуполь; Russisch: Мариуполь; Grieks: Μαριούπολη, Marioupoli) is een havenstad in het zuidoosten van Oekraïne en ligt aan de kust van de Zee van Azov, bij de monding van de rivier de Kalmioes. Bestuurlijk ligt de stad in de oblast Donetsk en historisch in het Donetsbekken. De stad viel bij de Russische invasie van Oekraïne in 2022 in Russische handen. In 2021 had Marioepol 431.859 inwoners.
In Marioepol wonen relatief veel Pontische Grieken. Het was tevens een vakantieoord.

## Geschiedenis
Marioepol was in het begin van de zestiende eeuw bekend als een fort van de Kozakken, genaamd Kalmioes. De nederzetting werd in 1778 een stad. Na de migratie van Grieken vanaf de Krim werd de stad, op verzoek van deze Griekse migranten, hernoemd in Marioepol.
In juli 1941 werd Marioepol ingenomen door de deels uit Nederlanders bestaande SS-divisie Wiking, waarna in enkele dagen 13.000 joodse inwoners werden vermoord.
Tussen 1948 en 1989 heette de stad Zjdanov (Russisch: Жданов), als eerbetoon aan Andrej Zjdanov.
Tijdens de Russisch-Oekraïense Oorlog werd de stad kort ingenomen door pro-Russische rebellen. Zij werden op 13 juni 2014 weer uit de stad verjaagd door het Oekraïense leger, in samenwerking met gewapende nationalistische milities. Begin 2015 werd de stad enkele malen met raketten beschoten. De Oekraïense regering zei in februari 2015 een aanval van pro-Russische separatisten te vrezen. Deze zouden bezig zijn met het opbouwen van een troepenmacht in de buurt van de strategisch gelegen stad.
Tijdens de Russische invasie van Oekraïne in 2022 was het zwaar verdedigde Marioepol een strategisch doelwit voor Russische en pro-Russische troepen. Vanaf 25 februari werd de stad belegerd en beschoten. Sinds 16 mei worden de laatste aanwezige Oekraïense militairen geëvacueerd uit Marioepol, waarmee de stad volledig onder Russische controle komt.

## Demografie
Op 1 januari 2022, kort voor de Russische invasie van Oekraïne, telde Marioepol 431.859 inwoners. Dit waren 26.674 mensen (-5,8%) minder dan 458.533 inwoners bij een schatting van 1 januari 2014. De gemiddelde jaarlijkse groei in die periode komt daarmee uit op -0,85%. Alhoewel de bevolking van Marioepol tussen 1897 en 1989 verzestienvoudigde van 31.000 naar ongeveer 520.000 personen, kampt de stad sinds 1991 continu met een bevolkingsdaling, doordat er na de val van het communisme een neerwaartse spiraal is ontstaan van wegtrekkende bevolking, leegstand en daardoor verpaupering, terugval in voorzieningen, waardoor de leefbaarheid in het geding komt en steeds meer mensen uit de stad vertrekken.
| Jaar      | 1850  | 1897   | 1926   | 1939    | 1959    | 1970    | 1979    | 1989    | 2001    | 2014    | 2021    |
| --------- | ----- | ------ | ------ | ------- | ------- | ------- | ------- | ------- | ------- | ------- | ------- |
| Bevolking | 4.579 | 31.116 | 40.825 | 223.796 | 283.570 | 416.927 | 502.581 | 518.933 | 492.176 | 458.533 | 431.859 |

Marioepol bestaat uit 48,7% Oekraïners, 44,4% Russen en 4,3% Grieken. Ondanks het aantal Oekraïners spreekt 89,6% Russisch als eerste taal en slechts 9,9% Oekraïens.
De bevolkingssamenstelling naar etniciteit van Marioepol, census 2001:
- Oekraïners 248.683 (48,7 %); in 1959 nog 45,9 %
- Russen 226.848 (44,4 %); in 1959 nog 42,3 %
- Grieken 21.923 (4,3 %); in 1959 nog 7,5 %
- Wit-Russen 3.858 (0,8 %); in 1959 nog 1,1 %
- Armeniërs 1.205 (0,2 %)
- Joden 1.176 (0,2 %); in 1959 nog 1,1 %
- Bulgaren 1.082 (0,2 %)
- anderen: 6.060 (1,2 %)

## Economie
De stad is een belangrijk industrieel centrum en Oost-Europese zeehaven. Marioepol heeft twee belangrijke staalfabrieken, Ilyich Steel en Azovstal, beiden onderdeel van Metinvest, die een belangrijk onderdeel vormen van de Oekraïense export. Het industriële gebied van Marioepol produceert 37,5 procent van de export van de oblast Donetsk en 7 procent van de export van heel Oekraïne.

## Sport
FK Marioepol is de professionele voetbalclub van Marioepol en speelt doorgaans op het hoogste Oekraïense niveau, de Premjer Liha. De club speelt in het Volodymyr Boikostadion.

## Geboren in Marioepol
- Archip Koeindzji (1841-1910), schilder
- Andrej Zjdanov (1896-1948), politicus
- Oleksandr Sydorenko (1960-2022), zwemmer (1980 Olympisch goud 400 m wisselslag)